# Andrena sordidella
Andrena sordidella är en biart som beskrevs av Henry Lorenz Viereck 1918. Andrena sordidella ingår i släktet sandbin, och familjen grävbin. Inga underarter finns listade i Catalogue of Life.